# Slavko Kopač
Slavko Kopač (Vinkovci, 21. kolovoza 1913. – Pariz, 23. studenoga 1995.), hrvatsko - francuski slikar i kipar. 
Godine 1937. diplomirao je na Kraljevskoj umjetničkoj akademiji u Zagrebu te zahvaljujući stipendiji Francuske Vlade boravio na usavršavanju u Parizu. Nakon akademije, od 1943. do 1948. studirao je povijest umjetnosti u Firenci kada odbacuje akademizam i ulazi u krug najznačajnijih umjetnika 20. stoljeća. Od 1948. godine trajno se nastanjuje u Parizu gdje je zajedno s Jean Dubuffetom, André Bretonom i Michel Tapié osnovao Compagnie de l'Art Brut te je 30 godina bio voditelj i kreator istoimene kolekcije. Blisko je surađivao s André Bretonom koji mu je organizirao izložbe u svojoj galeriji Étoile scellée. Michel Tapié ga je uvrstio u svoju knjigu Un Art Autre u kojoj se Kopač nalazi kao jedan od začetnika Informela. Izlagao je u Zagrebu, Firenci, Rimu i Parizu. 

### Školski i akademski dani
1913 - 1932.
Slavko Kopač rođen je u Vinkovcima 21. kolovoza 1913. godine. U rodnom je mjestu završio osnovnu i srednju školu. Prve slikarske poduke prima od gimnazijskog nastavnika crtanja, Vinka Pajalića.
1933 - 1937.
U listopadu 1933. godine Slavko Kopač postaje student zagrebačke Kraljevske umjetničke akademije u klasi prof. Vladimira Becića, kod kojega i završava studij 1937. Na akademiji kao talentirani dvadesetogodišnjak susreće kolege Zorana Mušiča, Bojana Stupicu i Mladena Vežu s kojima će prijateljevati niz godina, kako u Zagrebu tako i poslije u Parizu. Već tada Kopač stvara sliku o Parizu kao "prijestolnici svjetla i slikarstva", jer na Akademiji o Parizu često i nadahnuto pripovijeda prof. Becić.
1938.
Kopač izlaže sedamnaest radova u popularnom Salonu Ullrich, poglavito ulja i akvarela, od kojih su mnoga i otkupljena. Izložba je popraćena općim odobravanjem publike i kritike te je opisana kao izložba "najmlađih slikara zagrebačke škole iz nepresušne radionice njihova uzora i učitelja Becića".  Kopač je često isticao svoju veliku zahvalnost prof. Beciću, koji je kako kaže, mnogo puta "izvlačio kola iz blata"Potom mu se priređuje izložba u rodnim Vinkovcima. Zajedno s prijateljem Mladenom Vežom pozvan je izlagati na antologijskoj izložbi hrvatske moderne umjetnosti u novom Domu likovnih umjetnosti pod naslovom Pola vijeka hrvatske umjetnosti koju je pripremilo Hrvatsko društvo umjetnosti povodom 60. obljetnice svoga opstanka. Izložba je okupila ponajbolje slikare, kipare i arhitekte, među kojima je Kopač, premda najmlađi, bio zastupljen s tri slike. Zahvaljujući uspjesima, Kopaču je dodijeljena stipendija francuske Vlade za usavršavanje u Parizu.

### Rani Pariz
1939 - 1940.
Potkraj 1939. godine Kopač odlazi u Pariz gdje ga prijateljski dočekuje Leo Junek koji je u Pariz otišao još 1925. godine. Kopač u razgovoru s Mirkom Galićem opisuje svoj prvi odlazak u Pariz: "Za mene je Pariz bio grad snova. Govorio sam: ako ne mogu drukčije, ići ću pješice do Pariza; toliko me privlačio. Kada sam napokon došao, to je bilo 30. studenog 1939." Kako se ratni vihor približio Francuskoj, u to doba ljudi su masovno bježali pred najezdom nacizma i njemačke vojske, a Kopač i Junek su provodili dane u šetnji praznim Parizom. "Pariz je bio pust, ulicama su prolazile samo mačke, nije bilo automobila, bio je to doslovno mrtav grad." Unatoč takvom stanju Kopač nije želio napustiti Pariz: "Imao sam nesreću da dođem u grad u kojem su bili zatvoreni muzeji, katedrale, ali i sreću da tu sretnem Lea Juneka. Ako sam osjetio Francusku, to njemu mogu zahvaliti.", ali kao strani državljanin morao je napustiti zemlju. Za vrijeme ovog prvog Kopačevog posjeta Parizu rađa se potreba za napuštanjem akademskih znanja i pravila u njegovom umjetničkom izričaju: "Imao sam veliku sreću što sam u Juneku našao nekoga tko mi je pokazao ono što je bilo vrijedno. I ja sam ima svoje poglede na slikarstvo, bliske njegovima. Čini mi se da nisam imao ni 15 godina kad sam dobio u ruke jednu knjigu koja me dosta odredila: to je bila knjiga o velikom austrijskom slikaru Schileu. Za mene je on i danas jednako zanimljiv i pametan, kao i onda kad sam ga otkrio. Ali ja nikad nisam kopirao, ni njega, ni drugoga."
Planirani jednogodišnji boravak u Parizu tako se skraćuje na devet mjeseci te se u rujnu vraća u domovinu, gdje biva poslan u Mostar u tamošnju gimnaziju na mjesto nastavnika crtanja, koje je odlaskom Antuna Motike bilo ispražnjeno.

### Nastavnička iskustva
1941 - 1942.
Kopač napušta Mostar i preuzima mjesto nastavnika na Drugoj klasičnoj gimnaziji u Zagrebu. Radove nastale za vrijeme boravka u Parizu i Mostaru izlaže na Prvoj i Drugoj izložbi hrvatskih umjetnika, a zagrebački veduti Isusovački samostan i Napušteni kolodvor bivaju uvrštene u hrvatsku selekciju XXIII. venecijanskog biennala 1942. godine.
Francuski povjesničar umjetnosti, dramski kritičar i esejist Emmanuel Daydé, u katalogu retrospektivne izložbe posvećenoj Kopaču povodom njegove smrti, navodi kako je Kopač postao sjajan učeći od djece s kojom je radio u školi, a on sam ovako opisuje svoje nastavničke dane: "Svoju karijeru započeo sam kao učitelj crtanja za djecu, ali nakon godinu i pol dana dobio sam otkaz jer se nisam mogao razumjeti s kolegicom. Ako ste pravi učitelj, vikala je na mene, kako možete dopustiti djeci da crtaju stol s dvije noge i tijelo bez ruku? Ali to je bilo upravo ono što mi se svidjelo u dječjim crtežima, oni nisu radili ono kako bismo mi htjeli. Bio sam poput čovjeka koji je morao razgovarati s Bogom i koji nije vjerovao u njega. Pravi učitelj, to su bila djeca, a učenik sam bio ja"

### Firenca - put u nepoznato
1943 - 1947.
U veljači Kopač odlazi na studijsko putovanje u Italiju i nastanjuje se u Firenci gdje ostaje do 1948. godine. Tijekom tog razdoblja studira filozofiju na Sveučilištu u Firenci. Od 1945. do 1948. godine imao je devet nastupa, koji su odlično prošli kod talijanske kritike i umjetničkih krugova. Rektor firentinske Likovne akademije, svojim kritikama skreće pozornost javnosti na njegovu osobitu originalnost. Radovi iz talijanskog razdoblja uglavnom su akvareli i gvaševi "na kojima promatramo Kopačeve uzbudljive vizije bezazlenih sukoba ili susreta životinja i ljudi poetičnom okruženju šumskog svijeta." Vladimir Maleković ih opisuje kao "zimske akvarele svježih prozračnih boja kojima je zakoračio prema nadrealizmu. Ti akvareli djela su velike poetske nosivosti."
Vrijeme provedeno u Italiji odredilo je Kopačevo buduće stvaranje: "To moje očišćenje, ako se tako može zvati, počelo je u Italiji. Za vrijeme rata bio sam tamo, našla se grupa ljudi, umjetnika, slikara, pametnih ljudi, koji su studirali velike i visoke znanosti i to je bila jedna jezgra tih velikih, velikih razmišljanja i rasprava. Mi smo u sjeni onoga Batistera, pred katedralom, svaki dan se sastajali i to su bili sati razgovora. To je počelo tamo, moje oslobođenje."

### Pariz - pronalazak stalnog doma
1948.
Potkraj godine Kopač napušta Italiju te odlazi u Pariz gdje ovoga puta ostaje za stalno. Već nakon nekoliko dana po dolasku u Pariz upoznaje Jean Dubuffeta, svjetski poznatog umjetnika, te nakon što uviđaju da se njihovi umjetnički svjetonazori podudaraju, započinju dugogodišnju suradnju na području publikacije i ustanovljavanju Dubuffetovog Art bruta, odnosno na "sabiranju djela za istoimenu Zbirku o kojoj će se Kopač, po izričitoj Dubuffetovoj želji, brinuti kao konzervator i kustos 35 godina, sve do listopada 1975 i njezina preseljenja u Lausanneu". Kopač usporedno nastavlja svoje umjetničko stvaralaštvo a njegov izričaj ostaje autentičan iako ga neki kritičari dovode u vezu s Dubuffetom što je Kopač objasnio sljedećim riječima: "Ja sam bio u nesretnom položaju, jer je Dubuffet počeo vladati svijetom. Što sam ja, čovjek s periferije Europe, mogao napraviti? Ili se skloniti, ili mu se pokloniti? Nisam se sklonio, ali se nisam ni poklonio. Zašto bih? Moja poznata Krava nastala je prije Dubuffetovih krava." Igor Zidić ovako je opisao odnos dvojice umjetnika: "Njegova umjetnost ima dodirnih točaka s djelom Jeana Dubuffeta, no počinili bismo pogrešku kad bismo, zavedeni većom slavom Dubuffetovom, olako označili Dubuffeta kao učitelja, a Kopača kao poklonika. Kopač je pjesnik slabije opće, ali veće specifične, lirske snage; veći je humorist od Dubuffeta a manji cinik. Umjetnost je Dubuffetova brutalno kritička: unapređuje nas ćuškama. Kopaču je nostalgija kritičnost: hvali floru i faunu kao simbolski, praiskonski okvir nevina svijeta. Bratimi se sa živim na vrutku mitske, svjetske mladosti. Između raja i kompota odlučuje se za raj, pa mu je dobro i kad je gladan. Humor je Kopačev neodoljiv i ozbiljan: veliki kolonizator divljine smjestio je svoju ljudsku braću u sve slobodne, nezauzete biljke i životinje."
I sam Jean Dubuffet u svom pismu iz 1981. godine govori o prvom susretu s Kopačem i njegovom umjetnošću: "Kopač i ja upoznali smo se kad je stigao u Pariz, prije više od trideset godina. Njegova je umjetnost tada već bila formirana i takva je i ostala; njegove pozicije, već čvrsto utvrđene, više nisu bile podložne promjenama. On nije znao ništa o mojim slikama, koje su slijedile sličan dizajn, jednako kao što ja nisam znao ništa o njegovoj umjetnosti. Naše međusobne težnje su nas spojile; započele su naše blisko prijateljstvo. Jako volim njegova djela; ispunjavaju me životnom emocijom i divljenjem."
1949.
Kopač ilustrira André Bretonovu pjesmu "Au regard des divinités" (U odnosu na božanstva), a Bretona upoznaje u vrijeme kada Jean Dubuffet odlazi u Afriku proučavati Arapsku umjetnost, te svakodnevno surađuju u radu na Art brut kolekciji. U radijskom intervjuu Kopač opisuje njihovu suradnju: "Za to vrijeme Breton koji je bio u prvom komitetu, odboru za Art Brut, koji je surađivao zajedno s Paulhanom i drugima, zamjenjivao je Dubuffeta i dolazio je svaki dan poslijepodne u taj prostor i tako smo mi zajedno gledali što trebamo učiniti, na što treba odgovoriti i u mjesec dana je to otprilike počelo. Tada mene Breton još uopće nije znao, u kojoj mjeri sam ja slikar i tako da se to nekako otvorilo i prvu izložbu sam imao 1949. i to je bio veliki događaj. Tada sam s Bretonom učinio tu plaketu koja je njemu bila jedna od najdražih što je uopće bila publicirana. I on je tu pisao, ja sam napravio nacrt kako da to organizira i to smo skupa napravili i skupa potpisivali i to je za mene jedna svjetla točka. Govorim o čovjeku koji je meni bio neobično drag, jedan od rijetkih gospodina koje sam u životu doživio."
Iako je u jednom intervjuu izjavio: "Nadrealizam me nikada nije osvojio. Mi smo imali nešto dodirnih točaka, ali i mnogo razlika. ja se nisam uklapao u Bretonovo nadrealističko evanđelje" Kopač je surađivao s nadrealistima i družio s njegovim pripadnicima pored Bretona, Michauxom, Paulhanom, Tanguyem. Ovako opisuje svoj odnos s njima: "Ja sam se s njima družio i što je simpatično oni nisu nikada od mene ni mislili ni željeli da u meni nađu nadrealističkog slikara, oni su prihvatili ono što sam ja donio."
U studenom priređuje svoju prvu parišku samostalnu izložbu u Galerie Messages. Svoje prve godine provedene u Parizu opisao je: "Nisam mogao kao neki naši slikari doći u Pariz i odmah drugi dan otići s paletom na Seinu i slikati. Slike dugo nosim u sebi, mjesecima, kao žena dijete, ili godinama, kao slon. Ne mogu samo preslikati ono što vidim. Mene neko stablo ne interesira, mislim na svoje stablo, nastojim njega izraziti."
1950. – 1954.
1950. godine Kopač zajedno s André Bretonom i drugim nadrealistima sudjeluje u Nadrealističkom almanahu polovice stoljeća.
"Ove godine Kopačevo stvaralaštvo postaje intimnije i poetičnije, njegova snažna individualnost i nepresušna želja za eksperimetniranjem odvode ga u svijet još neviđenih predmeta-simbola. Ekvilibrira na granicama svjesnoga i nesvjesnoga, kontroliranoga i spontanog, morfološkoga i antropološkog, istodobno tražeći nove putove što je rezultiralo značajnom priklanjanju skulpturi. Izrazio se u mnogim slikarskim tehnikama i materijalima, jer klasičnim uljima na platnu ili drvu, gvašu, akvarelu ili vinilu dodaje: čađu, komadiće stakla, dijelove auto-guma ili čeličnih žica, a boju često miješa s grafitom, ugljenom prašinom, gipsom ili pijeskom. Tekstil, gumirano platno ili izlomljeno staklo aplicira na drvenu podlogu stvarajući osebujne kolaže. Za svoje skulpture tada rabi ponajviše keramiku, cement, kamen, drvo, staklo, terakotu i ugljen. U tematici i dalje grabi nadahnuće iz bajkovita svijeta narodnih priča, i u slikarstvu i u kiparstvu."
1951. godine u vlastitoj nakladi izdaje ilustriranu knjižicu Sunce zalazi u zemlji slonova, tiskana na 6 tankih drvenih pločica. Također se bavi ilustratorskim radom te piše poeziju. Svoju konstantnu potrebu za pomicanjem granica i pronalaskom novih načina kojima bi izrazio svoju umjetnost opisuje sljedećim riječima: "Bježao sam od slikarstva jer sam se želio riješiti stanovitih zamki koje sumi stajale na putu. Trebalo je naći nešto što će u isto vrijeme biti i avantura ruku, ne samo avantura duha. Promjenom materijala s kojim si postao vješt i koji predobro poznaješ i postavljanjem novih prepreka na putu postaješ kao pecaroš koji u tim mrljama, grubim naslagama gline, vidi nove razloge, nove motive i putove."
1952. godine galerist Michel Tapié svrštava Kopača u začetnike novog pravca u umjetnosti koji on naziva Art informel ili neformalna umjetnost. U Studiju Paula Fachettija predstavljena je Kopačeva umjetnost te je predstavljen i u zajedničkoj izložbi kruga umjetnika koji nisu činili neki pravac već su spontano inicirali pokret kojeg Kopačev i Tapiéov prijatelj Michel Ragon naziva Drugom figuracijom. 
1953. godine Kopač izlaže svoje slike, skulpture i keramike u Bretonovoj galeriji À l'étoile scellée. U svibnju ove godine Kopač se također ženi te od tada sa svojom suprugom živi na Montmartreu do svoje smrti. Godinu poslije rađa mu se sin jedinac Laurent te Kopač ne uspijeva više raditi u atelijeru kao prije.
1957.
Kopač provodi ljeto u Venceu na Azurnoj obali gdje upoznaje galerista Alphonsea Chavea, prijatelja Jeana Dubuffeta. Iste godine Chave mu u svojoj galeriji organizira samostalnu izložbu koju je činilo 78 radova kojima je Kopač privukao pozornost publike i stručne kritike u Francuskoj.
1958 -1961.
U Galerie Mona Lisa prvi puta izlaće veći broj slika, crteća i skulptura, a eseje u katalogu pišu dobar mu prijatelj Michel Ragon i Philippe Dereux.
1963 -1964.
Tijekom proljeća drugi put izlaže u Galerie Mona Lisa, a odjeka u medijima ima mnogo i puni su oduševljenja. Povodom ove izložbe Radovan Ivšić piše: "Svaki čvor u drvu može biti jedna vjetrenjača, morska zvijezda ili oko. Oko nemirno ili nasmijano? Zjena ili odsjaj antracita?... I kad bi na svojim lutanjima on našao jednu bombu, kladio bih se da bi je digao da od nje napravi jaje, proljetno jaje."
Kopač inicira i pomaže u organizaciji izložbe Jeana Dubuffeta u Zagrebu, koja je tijekom 1964. godine održana u Galeriji suvremene umjetnosti.
1967 - 1968.
Krajem 1968. godine odlazi u Sjedinjene Američke Države na otvorenje svoje prve prekooceanske izložbe u Louisvilleu, Kentucky.
1975 - 1976.
Kopač zajedno s Jean Dubuffetom organizira prijevoz zbirke Art brut u Švicarsku gdje će nadalje zbirka biti pohranjena i predstavljena javnosti, a oni postaju članovima Upravnog odbora zbirke i svake godine odlaze na njegove sastanke.
1981 - 1983.
1981. godine Kopač ima važnu samostalnu izložbu u Parizu. Galerija Paris Art Center posvećuje mu retrospektivu obuhvaćajući radove nastale od 1936. do 1981. godine.
Zahvaljujući prijateljskim i živim vezama pariških i američkih nadrealista tijekom 1982. godine Kopač ima prigodu izlagati u Chicagu te u Houstonu te povodom otvaranja izložbe putuje u SAD.
1985.
Galerija Alphonse Chave odaje počast Jean Dubuffetu. Tom se prilikom dvojica umjetnika susreću na zajedničkoj izložbi njihovih djela. U katalogu izložbe prenesena su kazivanja Jeana Dubuffeta o prijatelju, suradniku i kolegi Slavku Kopaču" I moji vlastiti i Kopačevi radovi okreću leđa institucionalnoj umjetnosti. Od kulturalnog intelektualizma one ne želi ništa preuzeti. Potpuno se priklonio vatrenoj, divljoj duhovnosti. Tražio je samo nevinost, odnosno čistu invenciju. No njegova je umjetnost ipak izuzetno kontrolirana i profinjena. Vrlo precizna barbarska profinjenost, već od oživljavanja najjednostavnijih i najsiromašnijih sjećanja pomoću najrudimentarnijih sredstava, dosiže u njegovu izričaju intenzitet koji akademsko stvaralaštvo više ne poznaje."
1986.
U Galerie l'art international, književnica Annie Le Brun s kojom surađuje niz godina, priređuje veću izložbu recentnih radova.
Potkraj godine u osječkoj Galeriji likovnih umjetnosti priređena mu je manja retrospektiva sa 127 slika i crteža koja je nakon Osijeka postavljena i u Vinkovicima.
1989 - 1990.
Odaziva se na poziv Gradskog poglavarstva Osijeka da za netom restaurirano kazalište riješi i naslika svečani zastor kazališta. U tom zadatku pomaže mu slikar Rudolf Labaš. Kopačevu sliku Slavonija, naslikanu još za ratnih godina u Firenci, prenijeli su na veliko platno (63 četvorna metra).
1992 - 1994.
Alphonse Chave, u svojoj galeriji priređuje Kopačevu šestu samostalnu izložbu.
U domovini biva izabran članom Hrvatske akademske znanosti i umjetnosti u Zagrebu. Posljednji njegov nastup za života je na XIII. biennalu Slavonaca gdje njegovo djelo zauzima istaknuto mjesto. Zadnje dvije godine života obilježene su borbom protiv zlokobne bolesti.
1995. 
Slavko Kopač umro je u Parizu 23. studenog. Pokopan je na groblju Montmarte 1. prosinca, a misa zadušnica služena je u katedrali Notre Dame de Clignancourt. Prijatelji i poštovatelji Kopačeva djela oprostili su se od dragog pokojnika i velikog slikara na komemorativnim skupovima u zagrebačkom Domu hrvatskih likovnih umjetnika 13. prosinca i u Amphithéâtre Guizot na pariškoj Sobronnei 19. siječnja 1996. godine.
1996.
U organizaciji pariške Udruge za promicanje umjetnosti, pod vodstvom njezine predsjednice Xavière Tiberi, u Salle Sain-Jean pariške Gradske vijećnice, otvorena je 18. travnja retrospektivna izložba Kopačevih radova. U reprezentativnom prostoru ugledne gradske galerije predstavljeno je tom prigodom 200 Kopačevih djela, a izložbu je pratio bogato ilustrirani katalog, u kojem su eseje o Kopačevoj umjetnosti napisali Annie Le Brun i Emmanuel Daydé. Na otvorenju je izložbe, gospođa Xavière Tiberi, predsjednica Udruge i supruga tadašnjeg gradonačelnika Pariza, istaknula kako je Kopač, slikar i pjesnik istovremeno, bio Hrvat po rođenju, a Parižanin po ljubavi. S Parizom je sklopio čvrsto prijateljstvo, koje je potralajo četrdeset i sedam godina. Pariz je stoga tom jedinstvenom umjetniku bio dužan posvetiti "retrospektivnu izložbu kakva dolikuje njegovu djelu"

### Izložbe[1]
1942.
XXIII. Biennale Internationale d'Arte, Venecija; VI-IX.
1945.
Pittore Jugoslavo Slavko Kopac (Jugoslavenski slikar Slavko Kopač), GAlleria d'arte Michelangelo, Firenca; 6 - 17.I.
1946.
Premio Prato-Arte Italiana d'oggi (Talijanska umjetnost danas), Prato
1947.
Premio Torino, Torino; 15.II. - 15.III.
Fiore de Henriquez - Slavko Kopac, Galleria Rizzi, Firenca; 15 - 28.II.
Fiore de Henriquez. Slavko Kopac, Galleria della Strega, Trst; 19.IV - 4.V.
Mostra di arte contemporanea (Izložba suvremene umjetnosti), Galleria Firenze, Firenca; 3 - 14.V.
1948.
Disegni recenti - Bargeheer, Bartolini, Kopac, Steiner (Noviji crteži - ...) Galleria YMCA, Firenca; 14 - 27.II.
Cinque Pittori (Pet slikara), Galleria II Fiore, Firenca; II.
Kopac, Galleria Chiurazzi, Rim; III.
1949.
Slavko Kopac, Galerie Messages, Pariz; 8.XI - 8.XII.
1952.
Michel Tapié présente UN ART AUTRE (Michel Tapié predstavlja NEKU DRUGU UMJETNOST) Studio Paul Fachetti, Pariz; XII.
1953.
Slavko Kopac - tableaux, céramiques et sculptures, Galerie À l'étoile scellée, Pariz; 14.IV - 2.V.
1954.
Pinturas surrealistas (Nadrealističke slike), Galerie de Lima, Pariz; VII.
1955.
Quelques feux dans le brouillard - Randez-vous coctail (Pokoje svjetlo u magli - koktel sastanak), Galerie À l'étoile scellée, Pariz; 21.I.
1957.
Slavko Kopac - peintures et céramiques, Galerie Alphonse Chave, Vence; 10 - 31.VIII.
1958.
Slavko Kopac - peintures, dessins et céramiques, Atelijer Lucienne Thalheimer, Pariz; 12 - 28.XII.
1960. 
Slavko Kopac - Dessin du moment, Galerie Alphonse Chave, Vence; V-VI.
Exposition de groupe (Grupna izložba), Galerie Craven, Pariz; VI - VII.
Petit Bal de Têtes (Mali bal glava), Galerie Alphonse Chave, Vence; 9. VII - 15.VIII.
1961.
Slavko Kopac - peintures, sculptures et aquarelles (slike, skulpture i akvareli), Galerie Mona Lisa, Pariz; 1.VI - 15.VII.
1963.
Slavko Kopac, Galerie Mona Lisa, Pariz; 8.V - 8.VI.
Kopac, Galleria Parigi, Milano; 1 - 23.III.
1964.
Kopac, Galerie du Lieur de Livres, Perugia; VIII.
Kopac - peintures, gouaches, pierres (slike, gvaševi, kamen), Galerie Alphonse Chave, Vence; 27. VIII - 30.IX.
1968.
L'Art vivant - 1965 - 1968, (Živuća umjetnost), Fondacija Maeght, Saint-Paul-de-Vence; 13.IV - 30.VI.
Slavko Kopac, Louisville, Kentucky; XI.
Expostition de Slavko Kopac (Izložba Slavka Kopača), Maison de la Culture, Orléans; XII.
1977.
Slavko Kopač - slike, skulpture, keramika, retrospektiva 1935 - 1976, Moderna galerija, Zagreb; 28.I - 27.II.
Ausstellung Zeitgönossische Kunst in Kroatien (Izložba hrvatske suvremene umjetnosti), Moderne Galerie, Mainz; V-VI.
1981.
L'Art en fête (Umjetnost u slavlju), Palais de l'Europe, Le Touquet
Slavko Kopac, Rétrospective 1936 - 1981, Paris Art Centre, Pariz; XI.
1982.
European and American Masters (Europski i američki majstori), Gallery of International Art, Chicago
L'Oeuvre récente (Novija djela), Galerie d'Art international, Pariz
L'Oeuvre récente (Novija djela), F.A.M.E. Gallery, Houston, 10.X - 25.IX.
Slavko Kopac, Gallery of International Art, Chicago
1984.
FIAC, Galerie Marwan Hoss, Pariz
1985.
Salut à Jean Dubuffet (U čast Jeanu Dubuffetu), Galerie Alphonse Chave, Vence, 13. VII - 14. IX
1986.
Slavko Kopac, Galerie d'Art international, Pariz; 3. XII. 1986 - 31.I. 1987.
1987.
FIAC, Galerie Marwan Hoss, Pariz
1988.
Olympiad of Art, Seoul
1990.
Il paesaggio nella pittura moderna croata 1890 - 1990./ Verso L'Europa con la Croazia, GAlleria Centro culturale San Fedele, Milano; 18.IV - 18.V.
Slavko Kopac - oeuvres récentes, Galerie d'Art international, Pariz; 11.XII. 1990 - 26.I. 1991.
1992.
Slavko Kopac, Galerie Alphonse Chave, Vence; 27.VI - 20. VIII.
1994.
Quelque chose de trés mystérieux - exposition de groupe (Nešto vrlo tajnovito - skupna izložba), Galerie Art curial, Pariz
1996.
Kopac, 1938 - 1992, Salle Saint-Jean, Hôtel de Ville de Paris (Gradska vijećnica), Pariz; 18.IV - 12.VII.

### Slavko Kopač iJean Dubuffet
Kopač je u Pariz stigao 8. kolovoza 1948. godine gdje upoznaje Jean Dubuffeta. U razgovoru s Mirkom Galićem prisjeća se tog prvog susreta: "Čini mi se da nisam bio ni osam dana u Parizu kad me Dubuffet primio. Dugo smo razgovarali, zapravo on je govorio, a ja sam slušao. I kaže on meni: - Ja bih volio vidjeti što Vi radite. Pokažite mi to jednoga dana. Na sljedeći rendez-vous, ni tjedan dana poslije toga, došao sam s nekoliko radova. Gleda on mene pažljivo, pa mi kaže: - Poslije večere otići ćete samnom u atelijer, da vidite kako ono što ste Vi radili u Italiji, ja ovdje radim. Tu smo prvi put konstatirali ono što svi poslije govore - da smo na istoj valnoj duljini, da guramo istu priču, koja je bila revolucionarna za ona vremena."
Ubrzo nakon prvih susreta Jean Dubuffet imenuje Kopača kustosom i konzervatorom Art brut kolekcije. Te funkcije Kopač će obnašati idućih 35 godina, do preseljenja kolekcije u Lausanneu, Švicarsku.
Jean Dubuffet u pismu 1981. godine opisuje njihov prvi susret i Kopačevu umjetnost: "I moji vlastiti i Kopačevi radovi okreću leđa institucionalnoj umjetnosti. Od kulturalnog intelektualizma one ne želi ništa preuzeti. Potpuno se priklonio vatrenoj, divljoj duhovnosti. Tražio je samo nevinost, odnosno čistu invenciju. No njegova je umjetnost ipak izuzetno kontrolirana i profinjena. Vrlo precizna barbarska profinjenost, već od oživljavanja najjednostavnijih i najsiromašnijih sjećanja pomoću najrudimentarnijih sredstava, dosiže u njegovu izričaju intenzitet koji akademsko stvaralaštvo više ne poznaje. Kopač i ja upoznali smo se kad je stigao u Pariz, prije više od trideset godina. Njegova je umjetnost tada već bila formirana i takva je i ostala; njegove pozicije, već čvrsto utvrđene, više nisu bile podložne promjenama. On nije znao ništa o mojim slikama, koje su slijedile sličan dizajn, jednako kao što ja nisam znao ništa o njegovoj umjetnosti. Naše međusobne težnje su nas spojile; započele su naše blisko prijateljstvo. Jako volim njegova djela; ispunjavaju me životnom emocijom i divljenjem."

#### Slavko Kopač iArt brut
Slavka Kopča Dubuffet je opisao kao "diskretnog i usamljenog čovjeka kojem nedostaje (srećom) bilo koje znanje o uspjehu na profesionalnoj umjetničkoj sceni, te je izabran za nasljednika Michela Tapiéa u organiziranju i vođenju Art brut kolekcije.
"Slavko Kopač, kustos Art brut kolekcije, obavljao je svoje dužnosti, igrajući aktivnu ulogu u ovom novom pothvatu. Pouzdani prijatelj i Dubuffetova desna ruka, hrvatski slikar stavio je vlastiti rad na čekanje i pomogao Dubuffetu u izlaganju i upravljanju kolekcije. Vodio je udrugu kad je Dubuffet boravio u Venceu ili Le Touquetu. Kopac se ne samo pokazao kao izvrstan kustos, već je posjedovao i jedinstveni umjetnički senzibilitet blizak onome stvaraoca Art Bruta: „Kopač je taj koji mi je pomogao da bolje razumijem Art Brut nego Dubuffet, čija su objašnjenja bila previše intelektualna. Njegove su riječi bile jednostavne, ali imao je intelektualni pristup. Kopačev je pristup, s druge strane, bio senzibilan; doticao bi se srži. Kopac je zaista imao Art Brut duh “, komentar je jednog anonimnog izvora.

### Kritičari i umjetnici o Kopaču
Benjamin Péret
"Ne bismo znali predstaviti Slavka Kopača kao što bismo znali bilo kojeg drugog umjetnika; je li bio najtalentiraniji na svijetu, budući da do današnjeg dana ne nudi objašnjenje svojeg umjetničkog pristupa našem vremenu, već, naprotiv, postavlja se u samo rođenje umjetnosti, u točku u kojoj dijete - koje prebiva u srcu svakog čovjeka - otkriva svijet i biva oduševljen njime. Takav stav podrazumijeva duboku nevinost izvornog i nepostojećeg i koliko god bio sjajan, nema načina da ga objasnimo; ostaje nam jedino pokušati, u nadi da nećemo previše pogriješiti u interpretaciji."
Philippe Dereux
"Nikada nije bilo toliko umjetničkih staza, tako originalnih, često na granici hrabroga, ako ne i glupoga, kao danas. Među onom iznenađujućom raznolikošću, koja je, čini se, iscrpila sve mogućnosti izražavanja i koja, frustracijom, stvara osjećaj da je sve već rečeno i viđeno, djelo Slavka Kopca uspijeva izgledati neočekivano i zadivljujuće. Kako možemo objasniti takvu privilegiju?"
Michel Ragon
"Slavko Kopač istinski je vizionar. Poseže za kamenom, šljunkom, komadom drveta i, u tim mrtvim materijalima, odmah pronalazi ljudski ili životinjski oblik, skriven u njima. I u trenu ih oživljava. Ovako vidimo kamen koji se pretvorio u divlje svinje, drugi u malene muškarce i male žene, a treći u pijetla. Isto je i s njegovim slikama. U magmi boje divni su leptiri uhvaćeni usred leta. Također su ptice, cvijeće, čitava flora i fauna nastale iz plodne Kopačeve mašte, čitavog nevjerojatnog, genijalnog, pjesničkog svijeta."
Annie Le Brun
"Rijetki su slikari dvadesetog stoljeća koji nisu upali u zamku slikanja. Rijetki su slikari dvadesetog stoljeća koji se nisu sramili velike zapadne hereze koja je rodila modernu umjetnost i u kojoj se umjetnička aktivnost nikada nije prestajala miješati s težnjom za znanjem. Kopač je jedan od rijetkih slikara našeg vremena koji je s ove ili one strane stilova i klasifikacija od Duchampa do Tanguya, od Kadinskog do Toyena, od Malevicta do Arpa stavio sve u ovu potragu osjetila čija je sudbina u umjetnosti materije u potpunosti sadržana u slavnoj deklaraciji Leonarda de Vincija: "Slikarstvo je mentalna stvar"."
Gilles Plazy
"Kopaču nije lako pridružiti epitet. Naivno? - Ali on nema onu primijenjenu temeljnost koja se uglavnom pripisuje naivnim slikarima. Primitivno? Da, ako aludiramo na taj prvi pokret u koji i dalje vjeruje, ali je i ta riječ previše dvosmislena. Brut? Da, aluzijama na Art Brut kojega je zajedno s prijateljem Dubuffetom bio glavni inicijator, od kojega su stvorili slavnu kolekciju koja se danas nalazi u Lausanni."
Elie Charles Flamand
"Definitivno oslobođen od paralizirajuće vještine, dopuštaš materijalima slobodu da se izraze, uspijevaš uhvatiti neočekivano. I to je način na koji si, mnogo prije nego što su današnji trendovi vulgarizirali uporabu predmeta, jedan od prvih koji su „unijeli život u stvari koje su, čini se, prestale postojati“, prema tvojoj vlastitoj frazi. Svemir kojim vladaš razumljivo pridružuješ onom popularnom slavenskom pjesništvu koji je obogatio tvoje djetinjstvo, Univerzumu u kojem je vidljivo odraz nevidljivoga. Ponekad smiješan i uznemirujući, realističan i vizionarski, tvoj svijet okuplja krajnosti i izražava temeljnu snagu dvosmislenosti Univerzuma. Ali uvijek ostaje ispunjen svježinom."
Jean-Jacques Lévêque
"Kopača ne možemo vezati ni za jedno mjesto, čak ni za Hrvatsku iz koje potječe. Povijest ga je vodila tu i tamo. Emigrant, nikad više kod kuće nego u svijetu koji je sam stvorio. Svijet sastavljen od onoga što društvo napušta i prezire. On ga pretvara u dragulje svoje mašte."
Emmanuel Daydé
"Svetost, znamo, jedva podržava ekstraverziju. Kopac je bio nježan i diskretan. U kreacijama svog prijatelja Dubuffet je prepoznao talent, usporediv s njegovim. Jedno je, međutim, sigurno: izbjeglica u Toskani nakon rata, sam, izoliran, odsječen od svijeta, Kopač je svojim malim gvaševima i akvarelima iznova izumio slikarstvo. U dodiru čak i s najvećim remek-djelima Talijanske renesanse, mali Hrvat, žestoko im okreće leđa nevinošću svoje mladosti, kako bi otkrio nevina i neistražena područja."